# Міхайло Баняц
Міхайло Баняц (серб. Mihajlo Banjac, нар. 10 листопада 1999, Нові-Сад, Сербія) — сербський футболіст, півзахисник російського клубу «Краснодар».

## Ігрова кар'єра
Міхайло Баняц є вихвованцем клубу «Інджія». У травні 2017 року футболіст дебютував в основі у турнірі Першої ліги чемпіонату Сербії. За два роки у сезоні 2018/19 Баняц разом з командою виборов право на підвищення і новий сезон розпочав вже у сербській Суперлізі. Першу гру на вищому рівні Міхайло провів 21 липня 2019 року.
Влітку 2020 року Баняц перейшов до клубу Суперліги «Бачка-Топола», де відіграв два сезони. В липні 2022 року Баняц приєднався до російського «Краснодара», з яким уклав чотитрирічну угоду. Першу в РПЛ футболіст провів вже 23 липня.

## Особисте життя
Міхайло є сином Бояна Баняца — сербського футболіста, відомого виступами за французький «Лілль».